# Georg Friedrich Schmoll

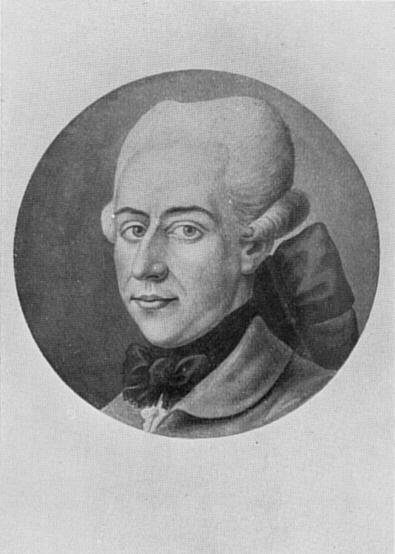
Georg Friedrich Schmoll

Georg Friedrich Schmoll (* in Ludwigsburg; † 25. April 1785 in Urdorf) war ein  deutscher Zeichner und Kupferstecher.

## Leben
Schmoll kam zunächst für eine befristete Zeit als Zeichner und Stecher von Bildnissen für Johann Caspar Lavaters Physiognomische Fragmente nach Zürich. 1774 begleitete er Lavater als Porträtist auf einer Reise nach Bad Ems. Schmoll fertigte auf dieser Rheinreise zahlreiche Bildnisse (unter anderem von Pfeffel, Lenz und Merck) sowie Kunstblätter in verschiedenen Techniken an, die er zum Teil nach der Rückkehr in Kupfer stach. Sein Hauptwerk ist eine Porträtserie Johann Wolfgang von Goethes, die zum Teil in der großen und kleinen Ausgabe der Physiognomischen Fragmente 1775 bzw. 1786 veröffentlicht wurde. Das auf der Rheinreise entstandene 3/4 Porträt Goethes spielte als „Urbild“ eine wichtige Rolle in Lavaters Lehre. Schmoll konnte seine auf der Reise entstandene Freundschaft zu Goethe nicht über die Veröffentlichung der Porträts, durch die sich Goethe der Öffentlichkeit ausgeliefert sah, bewahren. Nach der Heirat mit Anna Lavater, geborene Schinz, der Schwester Lavaters zog er nach Urdorf, wo er 1785 früh verstarb. Erhalten ist Schmolls Stammbuch der Rheinreise mit bedeutenden Einträgen Goethes wie „Künstlers Erdewallen“.
Der Lavaterbiograph Georg Geßner nennt ihn „einen gewissen, ziemlich fertigen, schnellen und glücklichen Portraitzeichner“.

## Werke
Von Schmolls Radierungen sind in der Physiognomik die Umrisszeichnungen nach Hogarth, Der Ungläubige Thomas nach Raphael und ein Ecce Homo nach Rembrandt genannt. Nach seinen  Zeichnungen haben Johann Heinrich Lips, Daniel Berger und Johann Rudolf Schellenberg gestochen.
Von Johann Wolfgang Goethe sind fünf 1774 auf der Rheinreise entstandene Porträts als Zeichnung, Kupferstich oder als Silhouette überliefert. Von Goethes Eltern sind die Zeichnungen und die danach gestochenen Kupferstiche von Michael Wachsmuth erhalten. Die Fassung Schmolls der Kupferstiche der Eltern Goethes ist verschollen. Sie bildeten mit dem 3/4 Porträt von der Lahnreise Die Familienplatte. Diese ist in geänderter Anordnung in der Fassung von Wachsmuth erhalten. Trotz einiger Mängel kann man die Familienporträts der Familie Goethe wegen ihrer Bedeutung als wichtigstes Werk Schmolls bezeichnen:

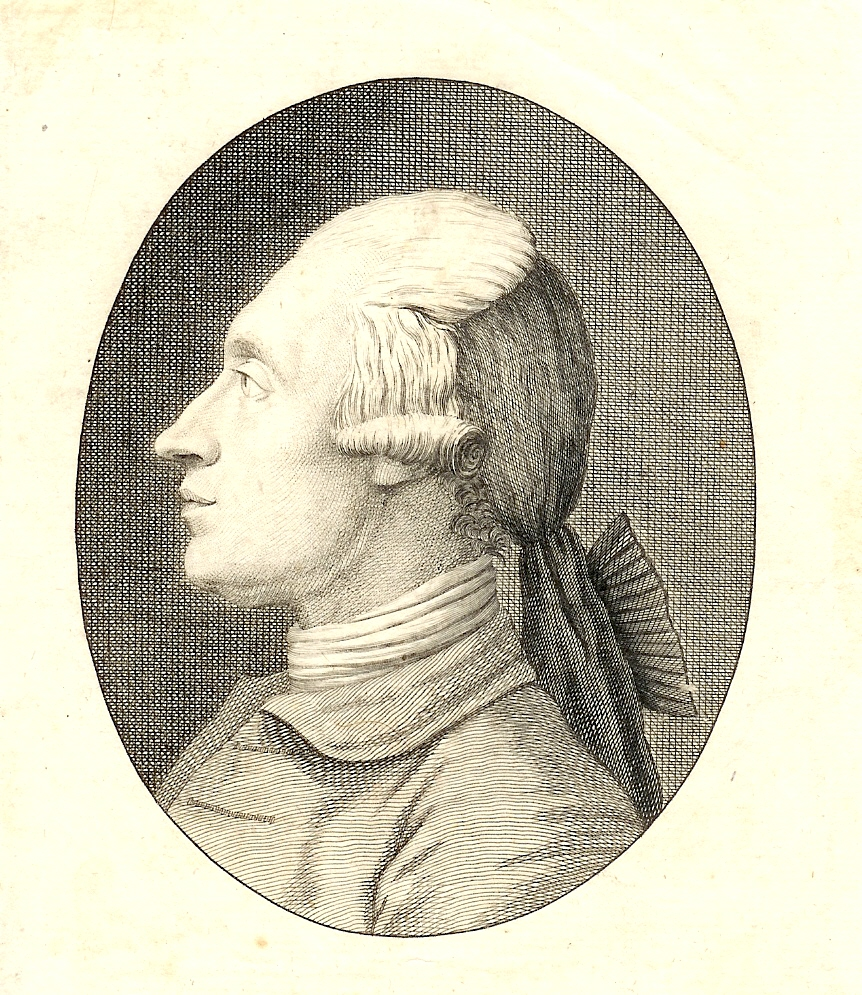
Johann Wolfgang Goethe in der roten Jacke mit Haarnetz nach links
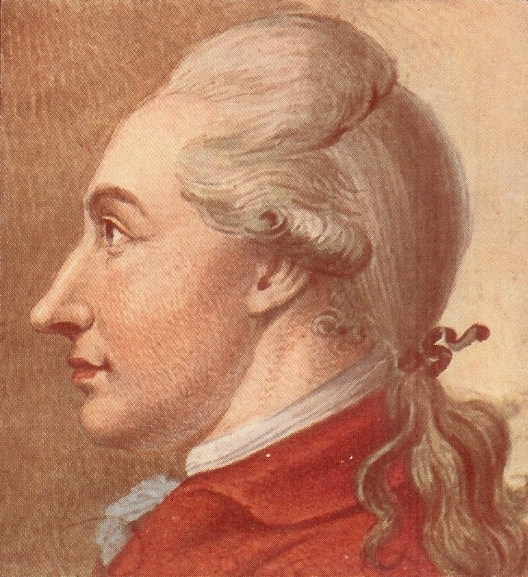
Johann Wolfgang Goethe in der roten Jacke mit Haarband nach links
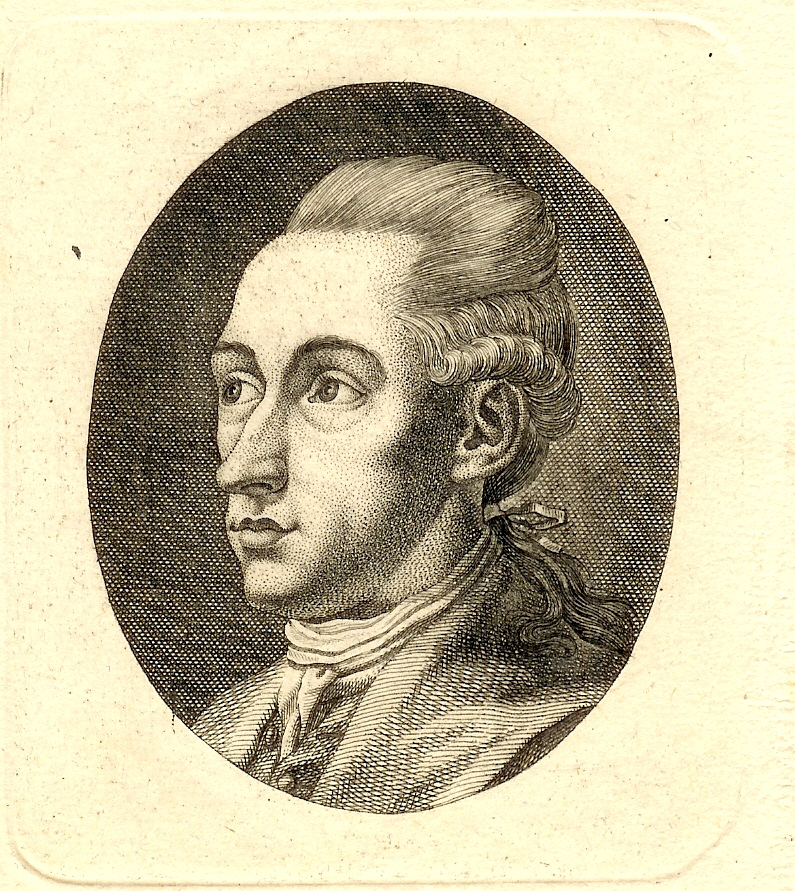
Johann Wolfgang Goethe im grauen Kaputkragen und Haarband Fassung I
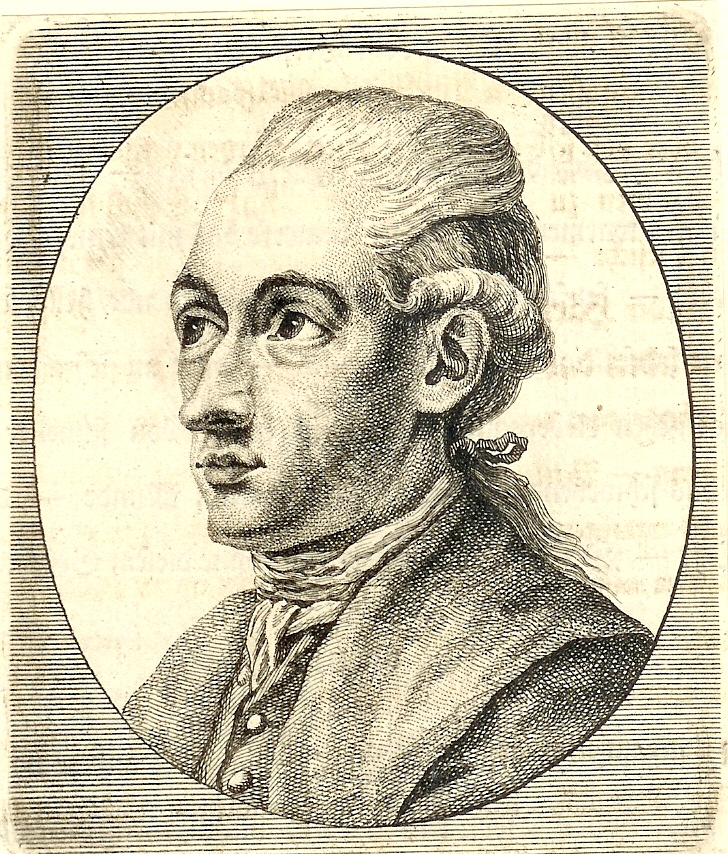
Johann Wolfgang Goethe im grauen Kaputkragen und Haarband Fassung II
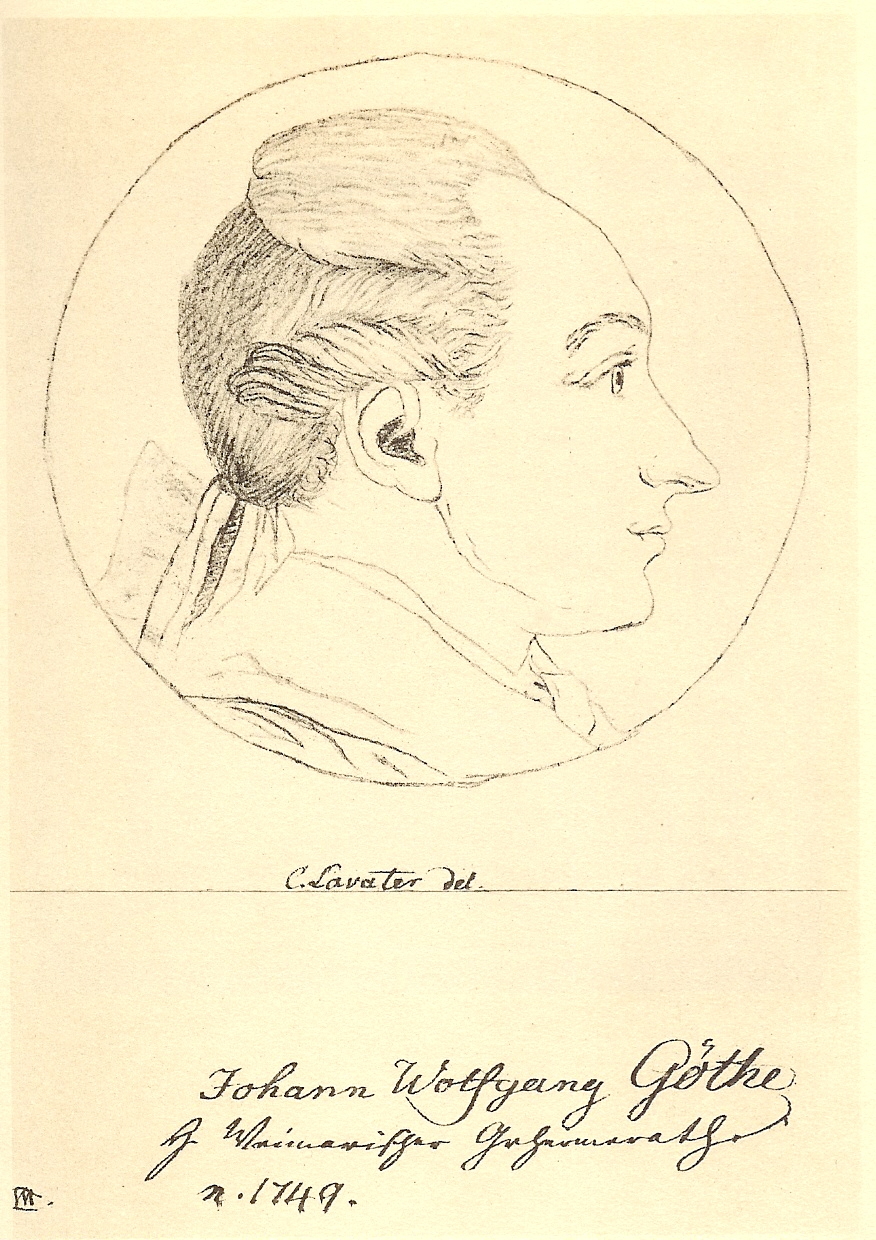
Johann Wolfgang Goethe im grauen Kaputkragen und Haarschleife, Profilzeichnung
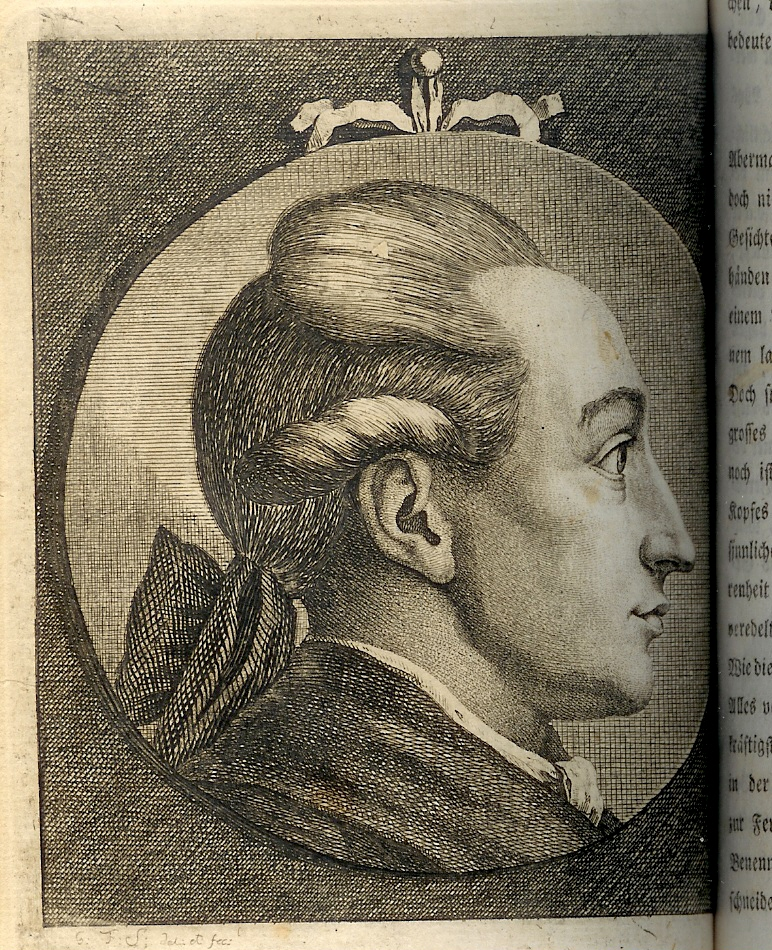
Johann Wolfgang Goethe im grauen Kaputkragen und Haarschleife, Kupfervignette
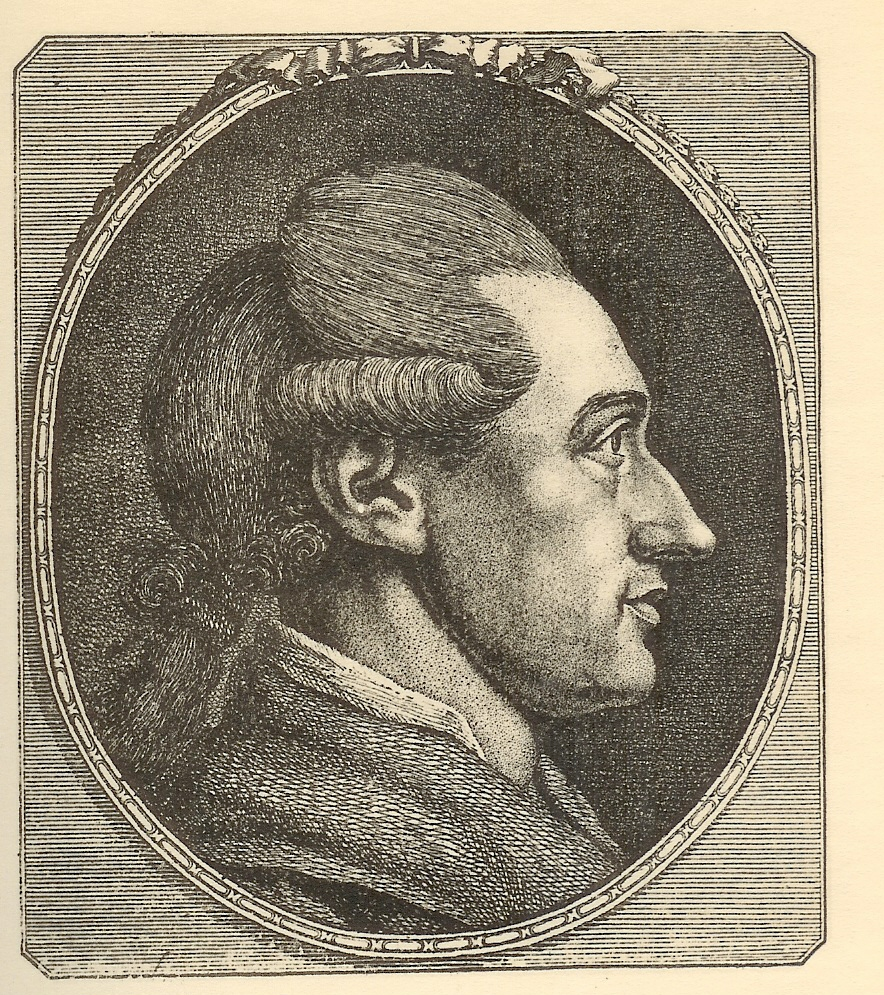
Johann Wolfgang Goethe im grauen Kaputkragen und Haarband, Kupfervignette
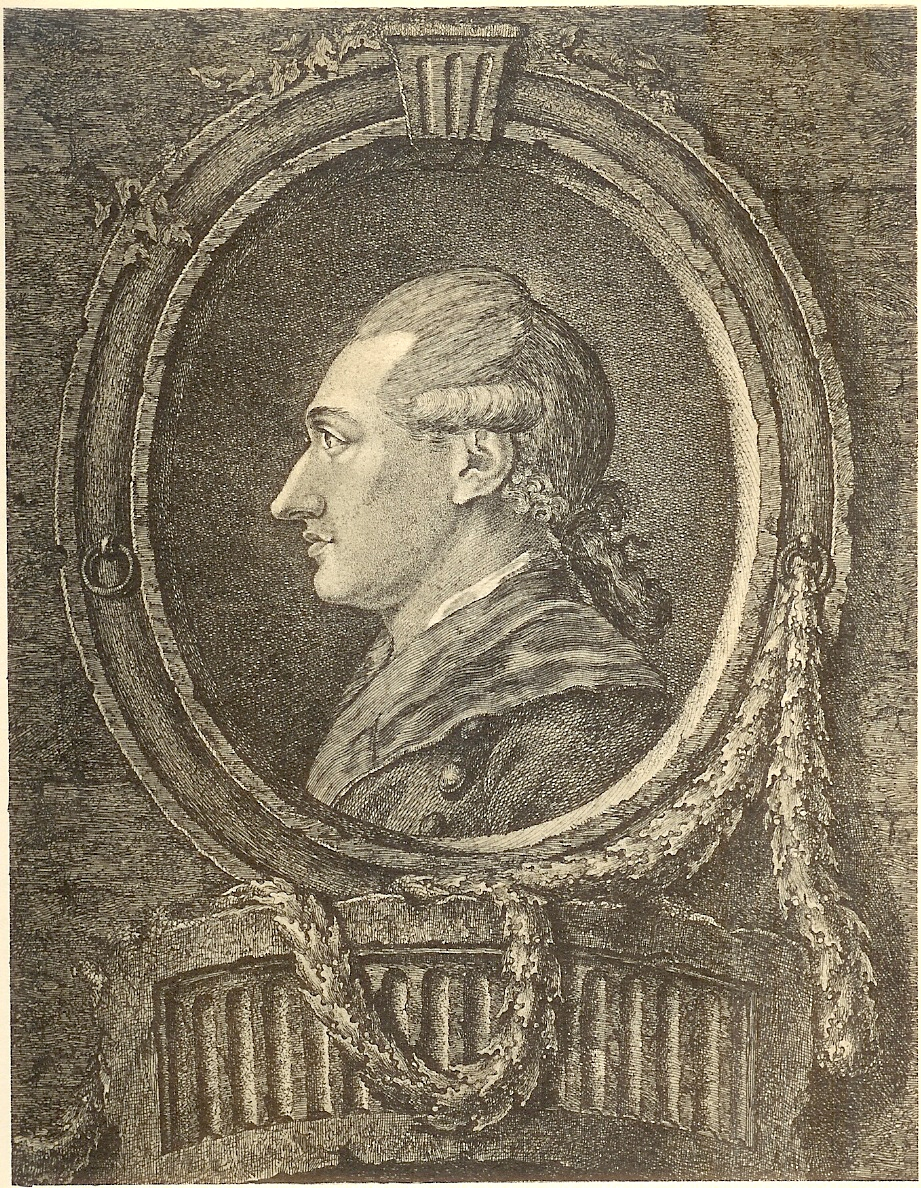
Johann Wolfgang Goethe im grauen Kaputkragen und Haarband, seitenverkehrter Kupferstich
Johann Wolfgang Goethe im grauen Kaputkragen und Haarband, seitenverkehrte Silhouette Kupferstich
Johann Wolfgang Goethe im grauen Kaputkragen und Haarband, seitenverkehrte Silhouette getuscht

- 1) Das Halbporträt im Oval nach links: Goethe mit Haarnetz und großer Haarschleife im roten Jacket, vom 25. Juni 1774
- 2) Das farbige Halbporträt im Rechteck nach links: Goethe  mit Haarband und rotem Jacket, Juni 1774
- 3) Das 3/4 Porträt im Oval nach links: Goethe mit Haarband im grauen Kaputkragen, unbekannten Datums auf der Rheinreise
- 4) Die Umrisszeichnung im Kreis nach rechts: Goethe mit großer Haarschleife und im grauen Kaputkragen, Juli 1774 in Bad Ems
- 5) Die Kupfervignette nach rechts: Goethe mit großer Haarband und im grauen Kaputkragen, Juli 1774